# Udave
Udabe es una localidad española de la Comunidad Foral de Navarra perteneciente al municipio de Basaburúa Mayor y al concejo de Udabe-Beramendi.
Está situado en la Merindad de Pamplona, en la comarca de Ultzamaldea, y a 38,5 km de la capital de la comunidad, Pamplona. Su población en 2014 fue de 52 habitantes (INE).

## Geografía física

### Situación
La localidad de Udabe está situada en la parte suroeste del municipio de Basaburúa Mayor a una altitud de 518 m s. n. m. Su término limita al norte con Beramendi; al este con Echalecu en el municipio de Imoz), al sur con Latasa y al oeste con Urriza.
|                      | Norte: Beramendi |                       |
| Oeste: Urriza (Imoz) |                  | Este: Echalecu (Imoz) |
|                      | Sur: Latasa      |                       |

## Demografía

### Evolución de la población
| Gráfica de evolución demográfica de Udave entre 2000 y 2011 |
|                                                             |
| Datos según el nomenclátor publicado por el INE.            |